# D'Artagnan
D'Artagnan er en fiktiv person, der især er kendt fra Alexandre Dumas den ældres romaner og første gang optræder i De tre musketerer. Som andre af Dumas' personer er han løst baseret på en virkelig person, her Charles de Batz-Castelmore d'Artagnan. Inden Dumas gjorde brug af d'Artagnan, var han første gang brugt i en roman af Gatien de Courtilz de Sandras, Les mémoires de M. d'Artagnan (1700), og Dumas baserede ham på denne roman.

## Dumas' d'Artagnan
Hos Dumas følger man d'Artagnan gennem det meste af hans voksne liv fra han som ung, fattig og ambitiøs kom fra fødeegnen Gascogne til Paris for at søge lykken som musketer. I den første af Dumas' romaner, De tre musketerer, kommer han som følge af familiemæssige forbindelser ind i musketerkorpset. Allerede inden hans optagelse kommer han i karambolage med de tre musketerer Athos, Porthos og Aramis, der dog hurtigt accepterer d'Artagnan som en god kollega og ven. I løbet af romanen har de en række eventyr, der bringer ham på kongens og dronningens side i magtkampe mod kardinal Richelieu. Til slut i romanen anerkender Richelieu d'Artagnan og udnævner ham til løjtnant blandt musketererne. 
Han optræder i yderligere to romaner af Dumas, Tyve år efter og Musketerernes sidste bedrifter, hvor han involveres i flere eventyr.
Sammen med Athos, Porthos og Aramis oplever læseren d'Artagnan som en lederskikkelse, der tager initiativ til deres eventyr og udviser både stort mod og stor kløgt. På den anden side er han yngre end de tre, og de påtager sig derfor beskytterroller over for ham. Især Athos opfatter ham ud over som en kollega og ven også som en søn. 

## Portrætteringer
Skuespillere, der har spillet d'Artagnan i film og serier inkluderer:
- Orrin Johnson i The Three Musketeers (1916)
- Aimé Simon-Girard i De tre musketerer (1921)
- Douglas Fairbanks i De tre musketerer (1921) og Tyve Aar efter (1929)
- Walter Abel i De tre musketerer (1935)
- Don Ameche i Tre skøre musketerer (1939)
- Warren William i Manden med jernmasken (1939)
- Gene Kelly i De tre musketerer (1948)
- Louis Hayward i Prinsessen og de tre musketerer (1952)
- Georges Marchal i De tre musketerer  (1953, fransk)
- Laurence Payne i The Three Musketeers (tv-serie) (1954)
- Maximilian Schell i The Three Musketeers (tv-film) (1960)
- Gérard Barray i De tre musketerer  (1961, fransk)
- Jean Marais i Manden med jernmasken (fransk film The Man in the Iron Mask) (1962)
- George Nader i Il colpo segreto di d'Artagnan (1962, italiensk)
- Jean-Pierre Cassel i Cyrano et d'Artagnan  (1964, fransk)
- Jim Backus i "The Three Musketeers," (en animeret tv-udgave vist i en todelt episode af The Famous Adventures of Mr. Magoo) (1964)
- Jeremy Brett i The Three Musketeers (tv-serie) (1966)
- John Greenwood i Doctor Who episoden "The Mind Robber" (1968)
- Bruce Watson i The Three Musketeers (amerikansk tv-tegnefilmsserie) (1968)
- Michael Lynch i The First Churchills (tv-serie fra BBC), episode 1 "The Chaste Nymph" (1969)
- Kenneth Welsh i The Three Musketeers (canadisk tv-film, 1969)
- Sancho Gracia Los Tres Mosqueteros (tv-serie) (1971)
- Michael York i De tre musketerer (1973), De fire musketerers hævn (1974), The Return of the Musketeers (1989) og La Femme Musketeer (tv-miniserie) (2003)
- Mikhail Boyarsky i d'Artagnan and Three Musketeers (1978) og efterfølgerne (1992, 1993, 2009)
- Louis Jourdan i Manden med jernmasken (tv-film, 1977)
- Cornel Wilde i Den 5. musketer (1979)
- Eduardo Jover i D'Artacan y los tres mosqueperros (animeret tv-serie) (1981)
- Nikolai Karachentsov i Dog in Boots (1981)[2]
- Chris O'Donnell i De tre musketerer (1993)
- Philippe Noiret i La fille de d'Artagnan (1994)
- Dennis Hayden i en tidlig film om The Man in the Iron Mask (1998)
- Gabriel Byrne i Manden med jernmasken (1998)
- Justin Chambers i The Musketeer (2001)
- Hugh Dancy i Young Blades (ikke sendt tv-pilot) (2001)
- Charles Shaughnessy i Young Blades (tv-serie) (2005)
- Logan Lerman i The Three Musketeers (2011)
- Rinal Mukhametov i Tri mushketera (serie fra 2013)
- Luke Pasqualino i The Musketeers (tv-serie) (2014–2016)
- Matt Ingram-Jones og Jonathan Hansler i The Fourth Musketeer (2022)
- François Civil i filmene De tre musketerer: D'Artagnan (2023) og De tre musketerer: Milady (2024)